# بريستول برابازون
بريستول برابازون (بالإنجليزية: Bristol Brabazon)‏ هي طائرة رحلات من صناعة شركة طائرات بريستول. حملت اسم اللورد برابازون الذي ترأس لجنة حكومية بريطانية، لجنة برابازون، كانت مهمتها تحديد احتياجات الإمبراطورية البريطانية في مجال الطيران المدني. كان أول طيران لها في 4 سبتمبر 1949. انتهت خدمتها في 1953.